# Megalobrama terminalis
Megalobrama terminalis Richardson, 1846 è un pesce osseo della famiglia Cyprinidae .

## Descrizione
Possono raggiungere anche 60 cm di lunghezza e possono pesare anche 4 kg, ma comunemente sono grandi 20 cm .

## Distribuzione e habitat
M. terminalis è diffusa in Cina, nel bacino dell'Amur fino alla Cina meridionale. Vive in ambienti bentopelagi e d'acqua dolce con clima temperato tra i 10 °C e i 24 °C.